# Jack Antonoff

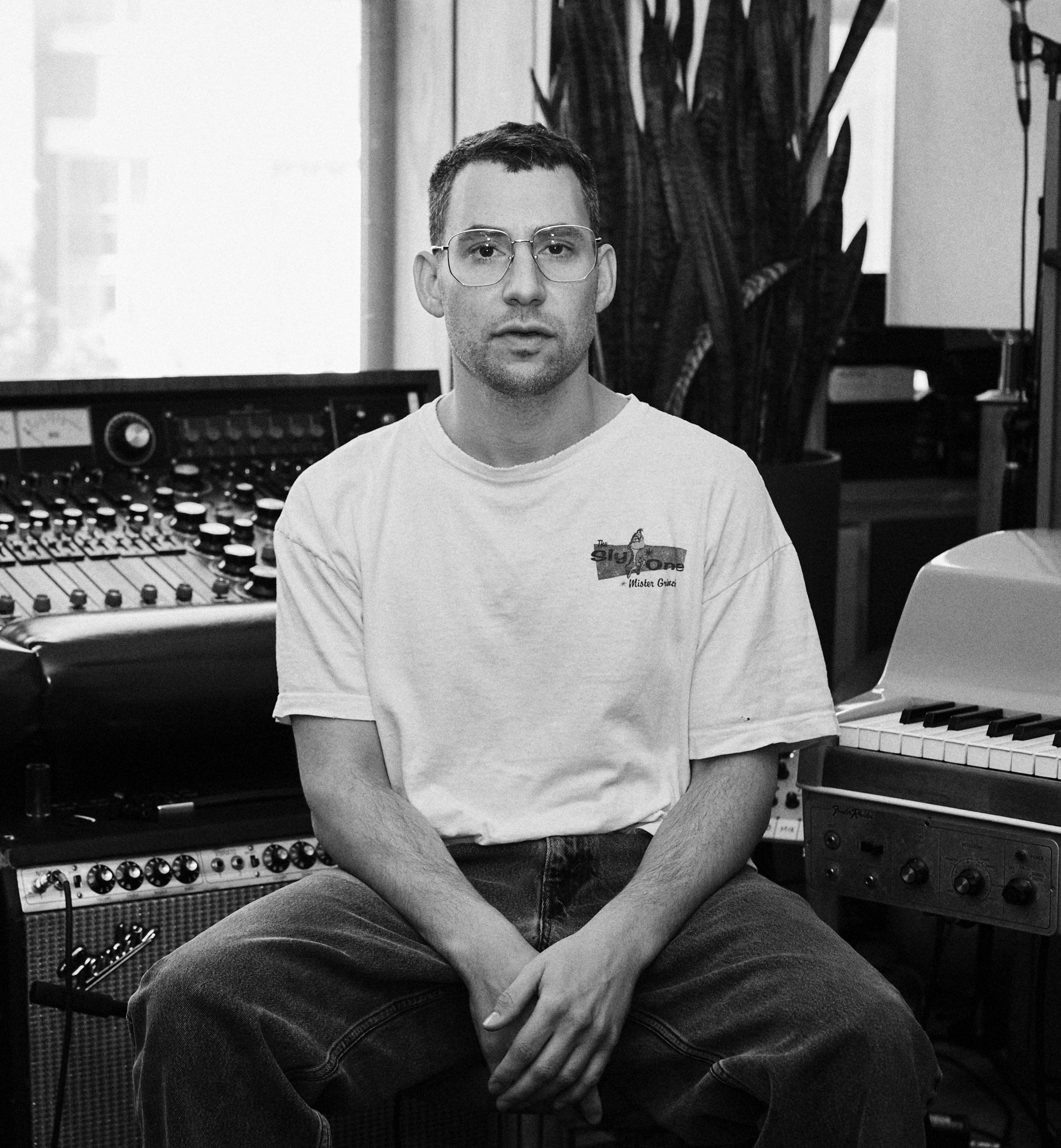
Jack Antonoff (2023)

Jack Michael Antonoff (geboren am 31. März 1984 in Bergenfield, New Jersey) ist ein amerikanischer Sänger, Multiinstrumentalist, Songwriter und Musikproduzent. Antonoff ist der Leadsänger der Indie-Pop-Band Bleachers und war Gitarrist und Schlagzeuger der Indie-Rock-Band Fun Zuvor war er der Leadsänger der Indie-Rock-Band Steel Train. Neben seiner Arbeit mit Bleachers und fun. hat Antonoff als Songwriter und Musikproduzent mit verschiedenen Künstlern zusammengearbeitet, darunter Taylor Swift, Lorde, Lana Del Rey, St. Vincent, Pink, Kendrick Lamar und Sabrina Carpenter. Antonoff wird zugeschrieben, dass er den Sound der zeitgenössischen Popmusik maßgeblich beeinflusst hat.
Antonoff hat elf Grammy Awards gewonnen. Im Rahmen von Fun wurde er als bester neuer Künstler und als Song des Jahres für We Are Young (2011) ausgezeichnet. Als Musikproduzent wurde er durch seine Arbeit mit Taylor Swift bekannt, die mit ihren Alben 1989 (2014), Folklore (2020) und Midnights (2022) drei Mal das Album des Jahres gewann. Zu seinen weiteren Nominierungen für das Album des Jahres gehören Lordes Melodrama (2017), Swifts Evermore (2020) und The Tortured Poets Department (2024), Del Reys Norman Fucking Rockwell! (2019) und Did You Know That There’s a Tunnel Under Ocean Blvd (2023) und Carpenters Short n’ Sweet (2024).
Lieder, zu denen er beigetragen hat – von Funs We Are Young über Swifts Look What You Made Me Do (2017), Cruel Summer (2019), All Too Well (10 Minute Version) (2021), Anti-Hero (2022), Is It Over Now? (2023) und Fortnight (2024), Sabrina Carpenters Please Please Please (2024) und Kendrick Lamars Squabble Up (2024) – haben die Spitze der United States Billboard Hot 100 Charts erreicht.
Er hat auch Soundtracks für Filme kuratiert, darunter One Chance – Einmal im Leben (2013), Fifty Shades of Grey – Gefährliche Liebe (2017), Love, Simon (2018) und Minions – Auf der Suche nach dem Mini-Boss (2022); Singles aus den ersten beiden Soundtracks, Sweeter Than Fiction von Swift und I Don't Wanna Live Forever von Swift und Zayn, haben Nominierungen für den Grammy-Award für den besten Song, geschrieben für visuelle Medien erhalten.

## Leben

### Kindheit und Jugend
Antonoff wurde am 31. März 1984 in Bergenfield, New Jersey, geboren. Er ist das zweite von drei Kindern von Shira (Wall) und Rick Antonoff. Er ist der jüngere Bruder der Modedesignerin Rachel Antonoff. Seine jüngere Schwester Sarah starb im Alter von 13 Jahren an einem Gehirntumor, als Antonoff ein Senior in der High School war. Das Ereignis hatte eine tiefgreifende Wirkung auf Antonoff, der sagte: „… meine ganze Karriere war ein Rückblick darauf aus einer anderen Perspektive.“
Antonoff ist jüdisch. Er wuchs in New Milford, New Jersey, und Woodcliff Lake, New Jersey, auf und besuchte die Grundschule an der Solomon Schechter Day School of Bergen County. Für die High School pendelten er und seine Schwester nach Manhattan, um die Professional Children’s School zu besuchen.
Während seines zweiten High-School-Jahres gründete er im November 1998 mit einigen Freunden aus der Grundschule eine Punk-Rock-Band namens Outline. Im Januar 2000 brachten sie eine selbstbetitelte EP über das Musiklabel eines Freundes heraus. Antonoff sang zunächst in der Gruppe, bis Anfang 2000 Eddie Wright den Gesang übernahm. Mit Wright nahmen sie sechs Songs auf, die später als 6 Song Demo im Sommer veröffentlicht wurden. Sie veröffentlichten ein Album, A Boy Can Dream, im Juli 2001 über Triple Crown Records. Als sie 15 Jahre alt waren, nutzten Antonoff und sein Outline-Bandkollege einen DIY-Leitfaden, um Shows in mehreren Bundesstaaten zu buchen, einschließlich Florida und Texas, und liehen sich den Minivan von Antonoffs Eltern, um damit zu reisen. Während der Tournee spielten Outline in Veranstaltungsorten wie anarchistischen Buchläden, während das älteste Bandmitglied fuhr, weil es 18 Jahre alt war. Antonoff erklärte im Jahr 2014: „Die Hälfte der Zeit tauchte niemand auf oder das Equipment war zu kaputt, um zu spielen … aber das war der Moment, in dem ich mich in das Touren verliebt habe.“ Die Band existierte bis 2002.

### Musikkarriere

#### Steel Train
Im Jahr 2002 gründeten Antonoff und sein Freund Scott Irby-Ranniar die Band Steel Train. Antonoff war der Leadsänger, und sie rekrutierten den Schlagzeuger Matthias Gruber. Die Band überzeugte dann zwei ihrer Freunde von der Band Random Task, Evan Winiker und Matthew Goldman, das College abzubrechen, um der neuen Band beizutreten. Steel Train sicherte sich einen Plattenvertrag mit Drive-Thru Records. Die Gruppe war auf dem Jamband-Festival-Zirkus beliebt und Antonoff sagte, er habe diese Graswurzel-Mentalität auf seine späteren Projekte übertragen.

#### Fun

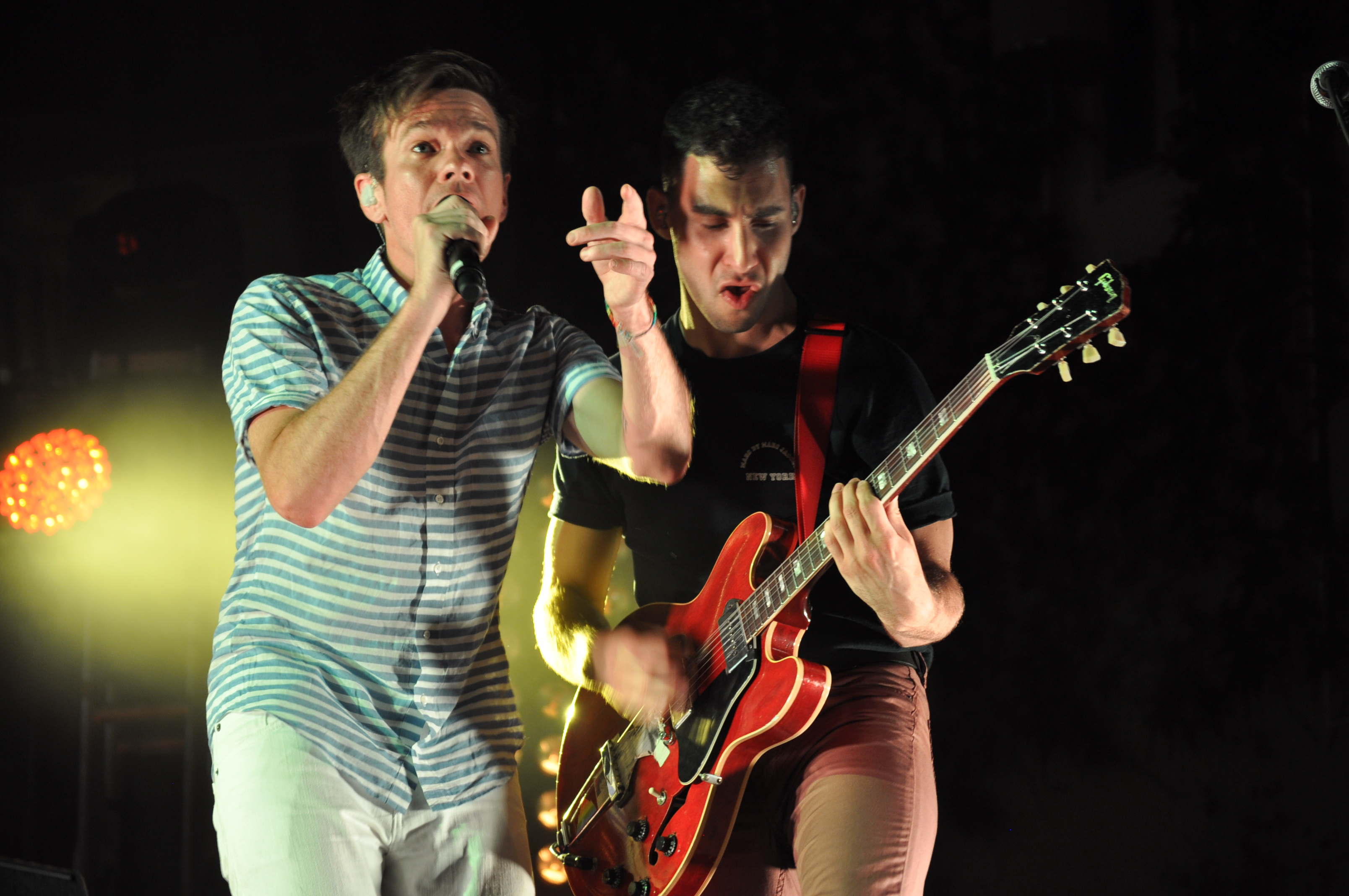
Nate Ruess und Antonoff bei einem 'Fun-Konzert (2012)

2008 fragte Nate Ruess (ehemals Frontmann von Format) Antonoff, ob er mit ihm und Andrew Dost (ehemals Anathallo) eine neue Band gründen wolle, woraus Fun wurde. Antonoff war bereits gut mit Ruess und Dost bekannt, da ihre früheren Bands alle zusammen auf Tournee waren. Die neue Band veröffentlichte 2009 ihr Debütalbum Aim and Ignite, das zweite Album von 'Fun, Some Nights (2012), brachte die erste Nummer-eins-Hitsingle der Band hervor, We Are Young (mit Janelle Monáe). Der Song wurde von Antonoff zusammen mit Ruess, Dost und Jeff Bhasker geschrieben. Fun spielten dann mit Queen im September 2013 auf dem iHeartRadio Music Festival, das in der MGM Grand Garden Arena in Las Vegas stattfand. Antonoff spielte während der Probe Brian Mays Gitarre, was er als „die surrealste Erfahrung überhaupt“ bezeichnete. Im Dezember 2013 veröffentlichte die Band eine kostenlose Sechs-Song-EP mit dem Titel Before Shane Went to Bangkok: Fun Live in the USA.

#### Bleachers

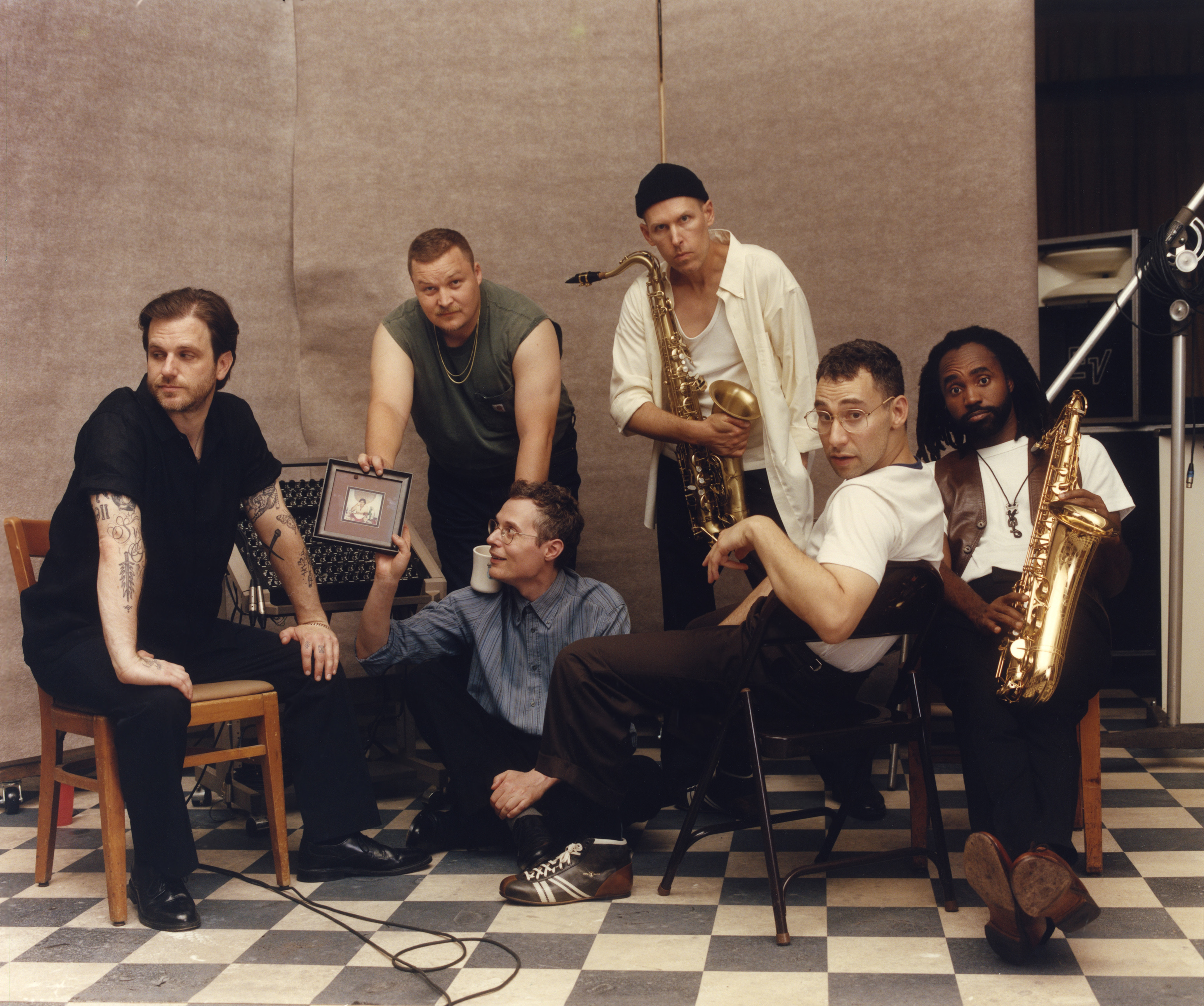
Antonoff (Zweiter von rechts) mit seiner Band Bleachers (2023)

Antonoff kündigte im Februar 2014 ein Soloprojekt namens Bleachers an. Antonoff erklärte im Juni 2014, dass das Projekt seit etwa zehn Jahren in Erwägung gezogen wurde und der Name von der „unzusammenhängenden, dunkleren Seite“ der Vorstadtjugend und John-Hughes-Filmen inspiriert wurde, die „an eine Zeit gebunden waren, in der große Songs noch große Songs waren.“ Die Lieder für das Debütalbum Bleachers wurden größtenteils auf Antonoffs Laptop in Hotelzimmern während einer Welttournee von Fun geschrieben.
The Huffington Post veröffentlichte eine positive Kritik der ersten Single I Wanna Get Better, die am 18. Februar 2014 erschien, und nannte sie den „eingängigsten Song des Jahres“, während Time schrieb: „[Bleachers] is more fun than Fun“. Antonoff enthüllte die Absicht hinter der Debütsingle in einem Rolling-Stone-Interview:

“I wanted to bridge the gap between Disclosure and Arcade Fire—something both streamlined and organic … The production and songwriting is extremely over-the-top, extremely epic and unapologetic. The record is all about finding a world where you can be kind to yourself in.”

„Ich wollte die Lücke zwischen Disclosure und Arcade Fire schließen – etwas, das sowohl schlank als auch organisch ist … Die Produktion und das Songwriting sind extrem over-the-top, extrem episch und kompromisslos. Auf der Platte geht es darum, eine Welt zu finden, in der man freundlich zu sich selbst sein kann.“

Antonoff erklärte dem Rolling Stone, dass der Song zwar fröhlich klingen mag, „aber sehr verzweifelt ist“ und wie viele der anderen Songs auf dem Album von Verlust handelt. Antonoff arbeitete mit den Produzenten John Hill und Vince Clarke an dem Bleachers-Studioalbum, da er „massive, schöne Popsongs schaffen wollte, die verdammt cool klingen“. Das fertige Album, Strange Desire, wurde im Juli 2014 veröffentlicht und I Wanna Get Better erreichte in der gleichen Woche Platz 1 der US-Alternative-Charts. In Bezug auf Strange Desire sagte Antonoff:

“It doesn't have to be one or the other … You don't have to [make] big pop songs that sound stupid and you don't have to make these fuckin' apologetic, tired droney songs that sound incredible. I really wanted both things to happen.”

„Es muss nicht das eine oder das andere sein … Du musst keine großen Popsongs machen, die dumm klingen, und du musst nicht diese verdammt entschuldigenden, müden, dröhnenden Songs machen, die unglaublich klingen. Ich wollte wirklich beides haben.“

I Wanna Get Better wurde schließlich auf Platz 18 der 50 besten Songs des Jahres 2014 des Rolling Stone gewählt, wobei die Publikation den Song als „Therapie-Rock“ beschrieb, der „so spaßig wie kathartisch“ ist. Antonoff veröffentlichte Bleachers' zweites Album Gone Now am 2. Juni 2017. Die erste Single Don't Take the Money erreichte Platz 2 im Alternative Radio.
Das dritte Studioalbum Take the Sadness Out of Saturday Night erschien am 30. Juli 2021. Auf der Single Chinatown singt er zusammen mit Bruce Springsteen.

#### Taylor Swift

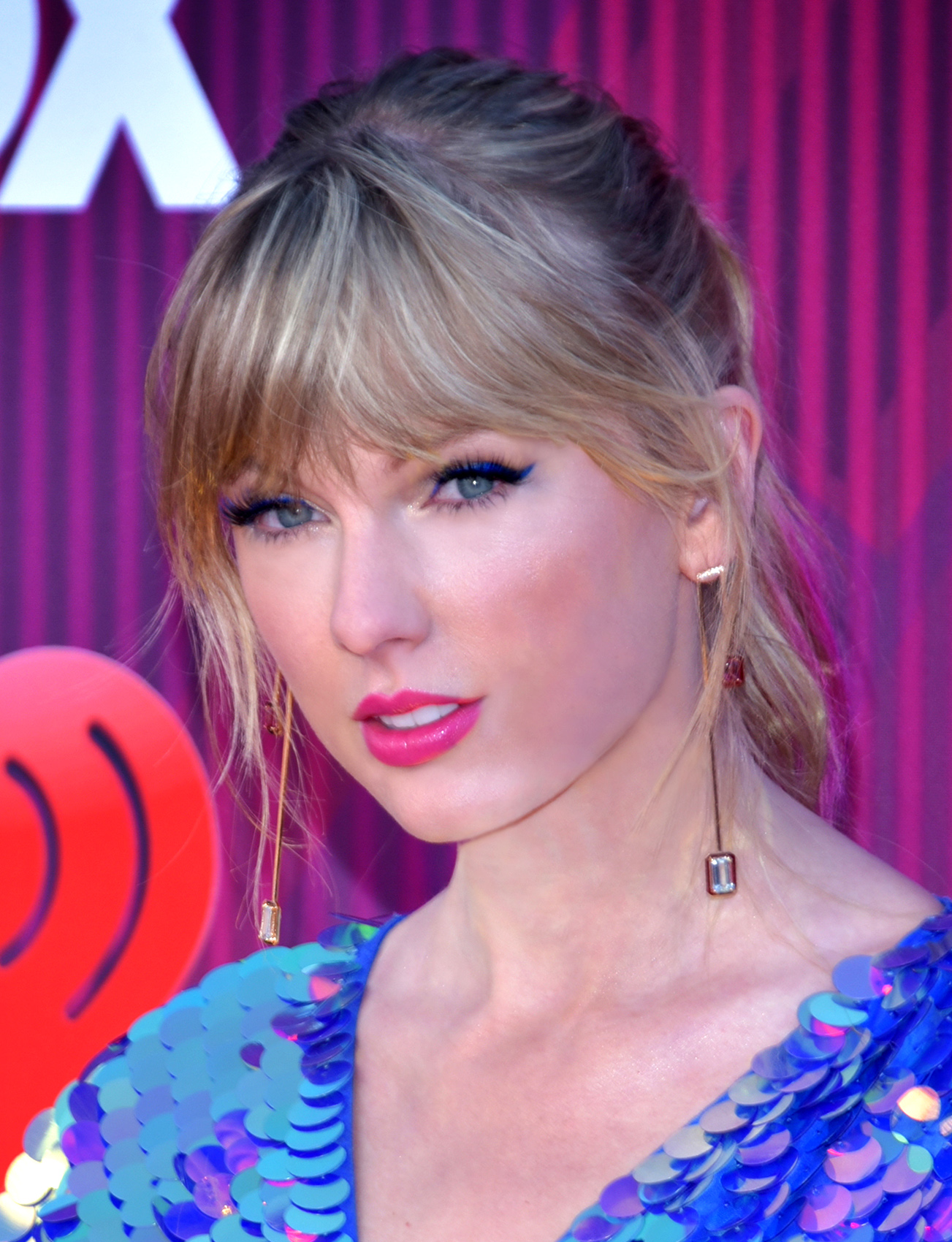
Taylor Swift (2019)

Sweeter than Fiction, ein Song, den Antonoff zusammen mit Taylor Swift für den Film One Chance – Einmal im Leben geschrieben und mitproduziert hat, wurde 2013 veröffentlicht. Der Song wurde in Antonoffs Wohnung in New York City geschrieben, nachdem er und Swift eine gemeinsame Vorliebe für einen bestimmten Snare-Drum-Sound aus einem Fine-Young-Cannibals-Song hatten. Sie brainstormten Ideen per E-Mail, bevor sie mit dem Songwriting begannen.
Swift und Antonoff schrieben und produzierten gemeinsam drei Songs auf Swifts fünftem Studioalbum 1989, darunter die Singles Out of the Woods, I Wish You Would und der Bonustrack You Are in Love. 1989 wurde im Oktober 2014 veröffentlicht und wurde das meistverkaufte Album in den USA im Jahr 2014. Auf der Deluxe-Version des Albums erklärt Swift in einer Sprachnotiz, dass der Song I Wish You Would von einer Gitarrenspur stammt, die Antonoff mit seinem Smartphone aufgenommen hatte. Nachdem Swift das Stück zum ersten Mal gehört hatte, fragte sie Antonoff, ob sie die Idee weiterentwickeln könne, und es wurde schließlich ein Albumtrack, nachdem beide Songwriter mit Swifts Arbeit zufrieden waren.
Im Jahr 2016 schrieben Swift, Antonoff und Sam Dew gemeinsam den von Antonoff produzierten Song I Don’t Wanna Live Forever für Swift und Zayn, der im Film Fifty Shades of Grey – Gefährliche Liebe verwendet wurde.
Swift und Antonoff waren Co-Autoren und Co-Produzenten von Swifts Nummer-eins-Single Look What You Made Me Do, die am 25. August 2017 veröffentlicht wurde. Er war maßgeblich an ihrem sechsten Album Reputation beteiligt. Abgesehen von Look What You Made Me Do haben Swift und Antonoff fünf weitere Songs auf Reputation zusammen geschrieben und produziert – Getaway Car, Dress, This Is Why We Can't Have Nice Things, Call It What You Want und New Year's Day.

“Taylor's the first person who let me produce a song. Before Taylor, everyone said: 'You're not a producer'. It took Taylor Swift to say: 'I like the way this sounds.'”

„Taylor ist die erste Person, die mich einen Song produzieren lässt. Vor Taylor sagten alle: 'Du bist kein Produzent'. Es brauchte Taylor Swift, um zu sagen: 'Ich mag die Art, wie das klingt.'“

2019 schrieben Swift und Antonoff acht Songs und produzierten elf Songs gemeinsam für Swifts siebtes Studioalbum Lover, darunter die Promo-Single The Archer und der Titelsong, der als dritte Single des Albums diente.
Im Jahr 2020 arbeiteten Swift und Antonoff gemeinsam an Swifts achtem Studioalbum Folklore. Zusammen mit Aaron Dessner und Swift ist Antonoff einer der Songwriter und Produzenten des Albums, wobei Antonoff half, sechs Songs zu co-produzieren und vier Lieder auf dem Album mitzuschreiben, darunter die dritte Single Betty. Er setzte die Zusammenarbeit mit ihr auf dem „Schwesteralbum“ von Folklore und Swifts neuntem Studioalbum Evermore fort, für das er die Titel Gold Rush und Ivy mitschrieb und ersteres mitproduzierte.
Antonoff arbeitete anschließend an Swifts Neuaufnahmen. Im Jahr 2021 produzierten Swift und Antonoff vier Lieder von Fearless (Taylor’s Version): Mr. Perfectly Fine, That’s When, Don’t You und Bye Bye Baby. Swift und Antonoff produzierten drei Stücke von Red (Taylor’s Version): Babe (Taylor’s Version), Forever Winter und All Too Well (10 Minute Version). Auf Speak Now (Taylor’s Version) (2023) produzierte Antonoff die Titel I Can See You, Castles Crumbling und Timeless. Später im Jahr co-produzierte er auch alle Vault-Tracks für 1989 (Taylor's Version) und co-produzierte die Tracks, die er ursprünglich für 1989 (2014) produziert hatte.
Bei Swifts zehntem Studioalbum Midnights war Antonoff mit Swift zusammen Produzent. Bei elf von 13 Liedern wird er als Co-Autor gelistet.
Im April 2024 erschien Swifts elftes Studioalbum The Tortured Poets Department, bei dem Antonoff erneut als Produzent fungierte, zusammen mit Swift und Aaron Dessner.

#### Lorde

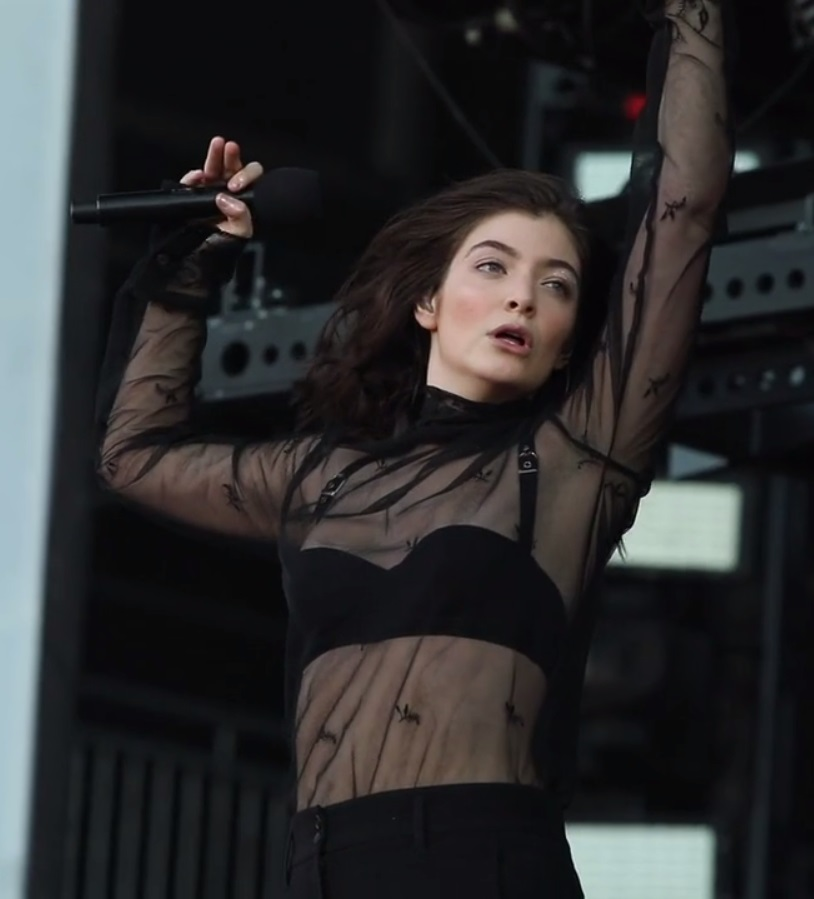
Lorde (2017)

Im Jahr 2017 war Antonoff Co-Autor und Produzent von Lordes Album Melodrama, das im Juni veröffentlicht wurde. USA Today bezeichnete es als „das bisher beste Pop-Album des Jahres 2017“. Der Rolling Stone lobt insbesondere Jacks Produktion und merkt an, dass er „leeren Raum zu einem spektakulären Effekt nutzt, [während] die Arrangements von starker Klarheit zu Delirium wechseln“. Zur Unterstützung des Albums erschien Antonoff im Musikvideo zur Leadsingle Green Light und spielte Liability zusammen mit Lorde bei Saturday Night Live. Das Album erhielt außerdem eine Nominierung für den Grammy Award 2018 für das Album des Jahres.

#### Love, Simon
2018 produzierte Antonoff den Soundtrack für das Liebeskomödien-Drama Love, Simon von 20th Century Fox. Bleachers steuerte ebenfalls vier Songs bei. Über die Arbeit an dem Film, dem ersten großen Studio-Film, der sich auf einen schwulen Teenager konzentriert, sagte Antonoff: „Ich glaube, Love, Simon ist entscheidend, ein großer Schritt für eine neue Generation“ und fügte hinzu, dass er „geehrt“ sei, dass der „geniale“ Regisseur Greg Berlanti ihn gebeten habe, am Soundtrack zu arbeiten. Er sagte auch, er sei „sehr glücklich, ein Teil von [Love, Simon] zu sein“ und „liebte jeden Moment, diesen Soundtrack zu machen“, nachdem er erklärt hatte, er sei „mehr als überwältigt“ von der Reaktion auf den Film und den Soundtrack.

#### Red Hearse
Am 26. Juni 2019 gab Antonoff eine Vorschau auf ein neues Musikprojekt mit Sam Dew und Sounwave namens Red Hearse. Das Projekt wurde mit der Veröffentlichung von zwei Singles, Red Hearse und Honey, angekündigt. Am 22. Juli 2019 gaben Red Hearse ihr Fernsehdebüt in der Tonight Show mit Jimmy Fallon und spielten Half Love. Ihr erstes selbstbetiteltes Studioalbum wurde am 16. August 2019 über RCA Records veröffentlicht.

#### Lana Del Rey

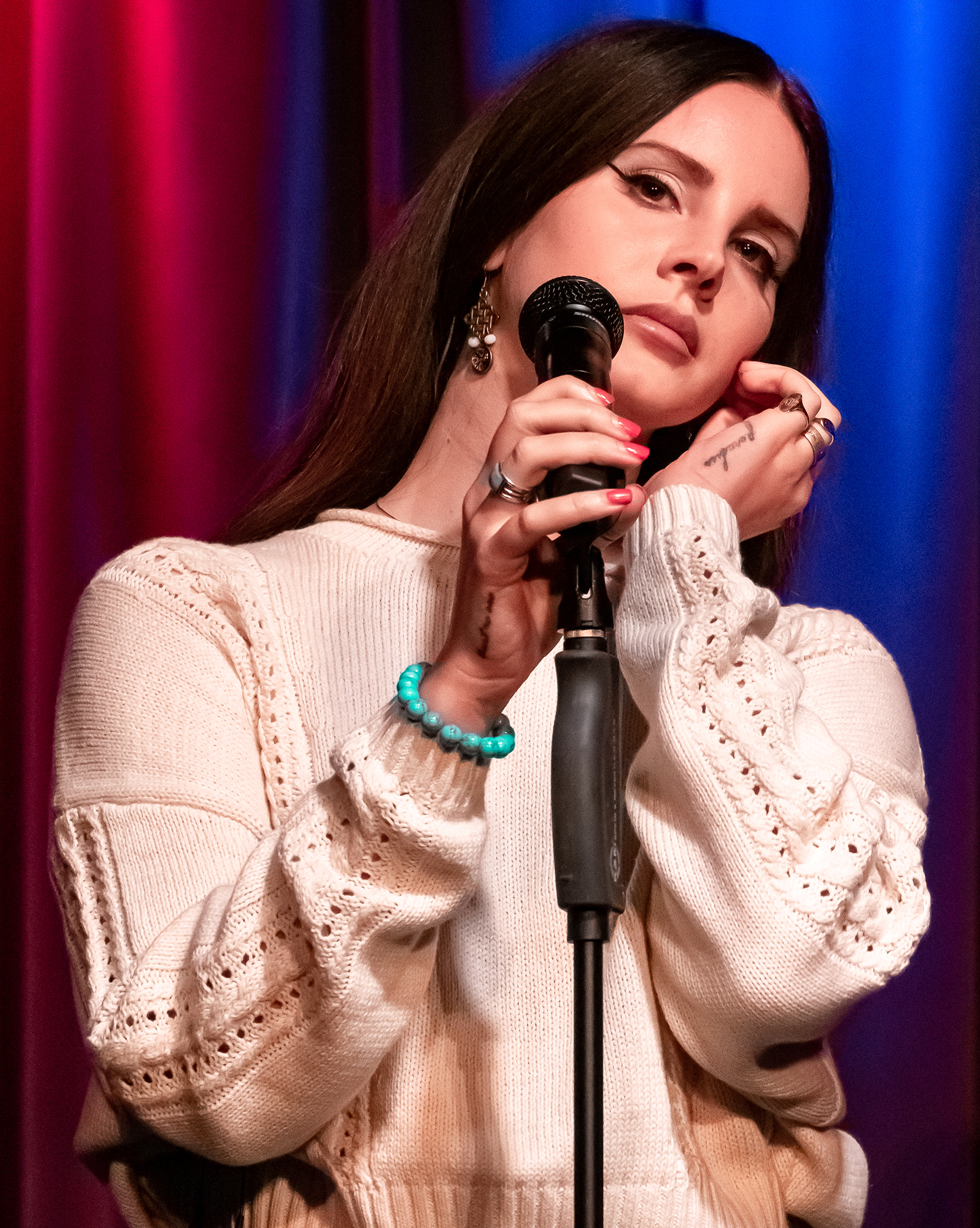
Lana Del Rey (2019)

Er war Co-Produzent von Lana Del Reys sechstem Studioalbum Norman Fucking Rockwell!, das am 30. August 2019 veröffentlicht wurde. Er war auch Co-Autor eines Großteils der Lieder auf dem Album, darunter die Singles Mariners Apartment Complex und Venice Bitch. Das Album wurde von der Kritik gelobt, wobei Rhian Daly vom NME anmerkte, dass der „unkonventionell Folk“-Sound des Albums eine Abkehr von Antonoffs „Marke der kristallinen Euphorie“ sei, andere Kritiker bemerkten den von den 1960er Jahren inspirierten, psychedelischen Rock-Sound des Albums, das Album wurde bei den Grammys als Album des Jahres nominiert und gewann 2020 die Auszeichnung NME Album of the Year. Er produzierte auch ihr siebtes Studioalbum Chemtrails Over the Country Club, das am 19. März 2021 erschien. Im März 2023 erschien Del Rey neuntes Studioalbum Did You Know That There’s a Tunnel Under Ocean Blvd, bei dem Antonoff in diversen Funktionen agierte.

#### Shadow of the City
Im Jahr 2015 gründete Antonoff sein eigenes Musikfestival namens Shadow of the City. Das Festival findet jährlich auf der Stone Pony Summer Stage in Asbury Park, New Jersey, statt. Shadow of the City ist ein eintägiges Festival mit nur einer Bühne, wodurch es sich von anderen Musikfestivals unterscheidet. Das Geld von jedem verkauften Ticket wird an The Ally Coalition gespendet, eine Organisation, die von Antonoff und seiner Schwester Rachel gegründet wurde. Interpreten waren unter anderem Bishop Briggs, Bleachers, Carly Rae Jepsen, Charli xcx, Hayley Kiyoko, Julien Baker, Khalid und The 1975. Zusätzlich zu den musikalischen Darbietungen führt das Festival Dunk-Tank- und Mario-Kart-Turniere zugunsten von The Ally Coalition durch.

#### Andere Projekte

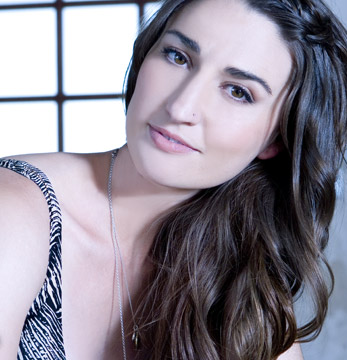
Sara Bareilles (2010)

Antonoff hat 2013 das Lied Brave zusammen mit Sara Bareilles geschrieben, nachdem die beiden von Sara Quin von der Band Tegan and Sara einander vorgestellt wurden. Bareilles sagte zu Billboard: „Wir haben uns eines Tages zum Frühstück getroffen, und ich war einfach so verliebt in ihn und seine Persönlichkeit … Der erste Tag, an dem wir uns zusammensetzten, war der Tag, an dem wir 'Brave' schrieben.“ Antonoff schrieb den Song über den Kampf eines Freundes, offen über seine Sexualität zu sprechen. Der schnell geschriebene Song wurde am 23. April veröffentlicht, und bis Ende Juni hatte Brave 160.000 digitale Kopien verkauft und erreichte Platz 61 der Billboard Hot 100 Charts. Das Musikvideo zum Song wurde innerhalb eines Monats nach seiner Veröffentlichung im Mai 2013 1,1 Millionen Mal auf YouTube angesehen und hatte bis Juni 2021 über 120 Millionen Aufrufe. Brave wurde von Microsoft verwendet, um für sein Windows-Tablets zu werben.
Im Jahr 2015 schuf er eine Google-Play-Dokuserie mit dem Titel Thank You and Sorry, die geskriptete Szenen und Filmmaterial aus Bleachers-Shows kombinierte. Sie wurde in sechs 15-minütigen Episoden veröffentlicht und enthielt Cameos von Lena Dunham, Rosie Perez, Olivia Wilde, Colin Quinn und Jason Mantzoukas.
Im Jahr 2018 war er an der Produktion von Pinks siebtem Studioalbum Beautiful Trauma beteiligt und produzierte St. Vincents fünftes Studioalbum Masseduction.
Anfang 2019 übernahm er die Produktion von Brockhampton-Frontmann Kevin Abstracts Soloalbum Arizona Baby.
Antonoff trat 2021 in der von Edgar Wright inszenierten Dokumentation The Sparks Brothers auf und sprach über seine Bewunderung für die Band Sparks. Im selben Jahr wirkte er an St. Vincents sechstem Studioalbum Daddy’s Home und Clairos zweitem Album Sling mit.
Er produzierte acht Titel des fünften Studioalbums von Florence + the Machine, Dance Fever, das 2022 erschien. Im selben Jahr arbeitete Antonoff mit der englischen Indie-Rock-Band The 1975 zusammen, um deren fünftes Studioalbum Being Funny in a Foreign Language mitzuproduzieren.

### Privatleben

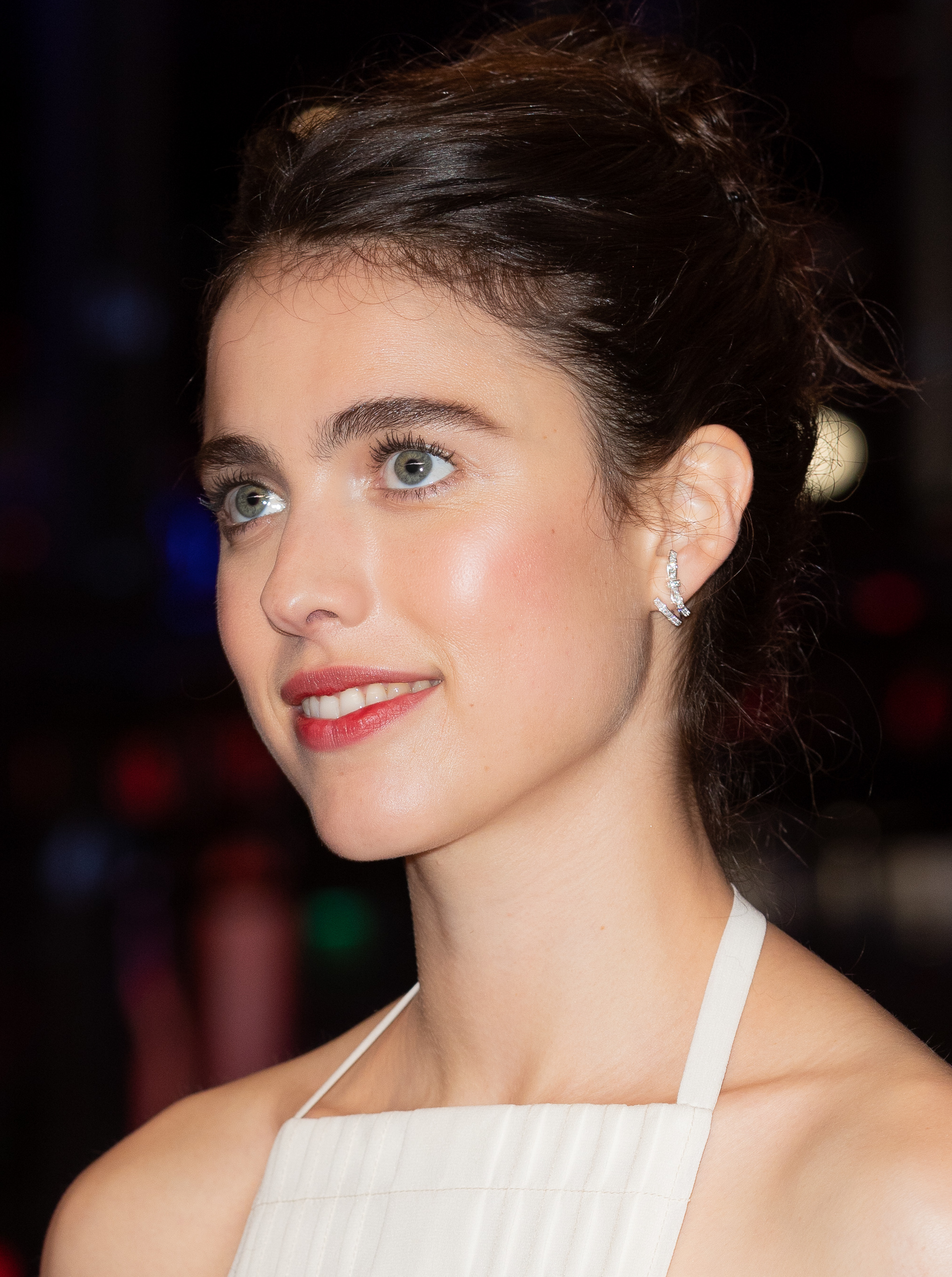
Antonoff und Margaret Qualley (2020) heirateten im August 2023

Zwischen 2001 und 2002 war Antonoff mit seiner Mitschülerin Scarlett Johansson liiert. Als Antonoff Ende 2012 aus dem Elternhaus auszog, lebte er mit seiner Schwester Rachel in der Upper West Side von New York City. Danach zog er nach Brooklyn Heights, um mit Lena Dunham zusammenzuleben, mit der er zu dieser Zeit zusammen war. Seit Dezember 2019 wohnt er in einer Wohnung in Brooklyn Heights, die er sich mit Dunham geteilt hat, wo er auch ein Heim-Tonstudio besitzt.
Antonoff und Dunham waren von April 2012 bis Dezember 2017 zusammen, wobei Vertreter beider ihre Trennung als „einvernehmlich“ bekannt gaben. Antonoff war weiterhin mit dem deutschen Model und Künstlerin Carlotta Kohl zusammen. 2023 heiratete Antonoff die Schauspielerin Margaret Qualley.
Im Juni 2014 sagte Antonoff, dass er sich „verzweifelt“ nach Kindern sehne und erklärte:

“It just seems like the most fun thing in the world. I've never met people who have kids who haven't looked me in the eye and been like, ‚It's the greatest thing that's ever happened.‘… I think it's biological. I'm 30. I'm not that young, right? I'm not, like, 24 or 22. I'm no longer in the phase of my life where I talk about everything as in the future. Like, I'm in the future.”

„Es scheint einfach die spaßigste Sache der Welt zu sein. Ich habe noch nie Leute getroffen, die Kinder haben, die mir nicht in die Augen sahen und sagten: „Das ist das Tollste, was je passiert ist.“… Ich glaube, das ist biologisch bedingt. Ich bin 30. So jung bin ich nicht, oder? Ich bin nicht mehr wie 24 oder 22. Ich bin nicht mehr in der Phase meines Lebens, wo ich über alles wie in der Zukunft rede. Ich bin quasi in der Zukunft.“

Antonoff hat öffentlich über seinen Kampf mit Depressionen, Angstzuständen und Zwangsstörungen gesprochen. Er behauptet, dass er sich, wenn er von den Kämpfen anderer mit Depressionen hörte, „nicht besser, aber nicht allein“ und „viel weniger verängstigt“ fühlte. Im Juni 2014 ging Antonoff sowohl zu einem Therapeuten als auch zu einem Psychopharmakologen, während er auch Medikamente gegen Angstzustände einnahm. Er leidet unter Mysophobie, die durch eine Lungenentzündung, die er 2011 während der Aufnahme eines Studioalbums für seine Band fun. erlitt, noch verstärkt wurde. Sein Lungenarzt verschrieb ihm tägliches Laufen, aber er erklärte, dass er es „mehr als alles andere“ hasst, weil es „eine der wirklich langweiligsten Erfahrungen auf der Erde ist.“
Musik ist zentral in Antonoffs Leben und er erklärte im Juni 2014:

“I need a hobby, and I don't want it to be basketball … I want it to be music. So to get away from music, I do other music. If I'm producing someone's song or writing with someone else, then doing a Bleachers song or a Fun song is an escape and it keeps me creative and it keeps me locked into what I want to do. If something's making me crazy, I need to go somewhere else and I don't want that thing to be yoga.”

„Ich brauche ein Hobby, und ich will nicht, dass es Basketball ist … Ich will, dass es Musik ist. Um also von der Musik wegzukommen, mache ich andere Musik. Wenn ich einen Song von jemandem produziere oder mit jemandem zusammen schreibe, dann ist ein Bleachers-Song oder ein Fun-Song eine Flucht und es hält mich kreativ und es hält mich in dem, was ich tun will. Wenn mich etwas verrückt macht, muss ich woanders hingehen und ich will nicht, dass diese Sache Yoga ist.“

## Auszeichnungen

### Billboard Music Awards
| Jahr | Nominierter/werk | Auszeichnung           | Ergebnis  |
| ---- | ---------------- | ---------------------- | --------- |
| 2023 | Jack Antonoff    | Top Hot 100 Songwriter | Nominiert |
| 2023 | Jack Antonoff    | Top Hot 100 Producer   | Nominiert |
| 2024 | Jack Antonoff    | Top Hot 100 Songwriter | Nominiert |
| 2024 | Jack Antonoff    | Top Hot 100 Producer   | Gewonnen  |

### Golden Globe Awards
Die Golden Globe Awards werden jährlich von der Hollywood Foreign Press Association verliehen, um die Besten in Film und Fernsehen auszuzeichnen. Antonoff wurde einmal nominiert.
| Jahr | Nominierter/Werk     | Auszeichnung    | Ergebnis  |
| ---- | -------------------- | --------------- | --------- |
| 2014 | Sweeter than Fiction | Bester Filmsong | Nominiert |

### Gracie Awards
| Jahr | Nominierter/Werk                        | Auszeichnung                       | Ergebnis |
| ---- | --------------------------------------- | ---------------------------------- | -------- |
| 2021 | Folklore: The Long Pond Studio Sessions | Grand Award for Special or Variety | Gewonnen |

### Grammy Awards
Die Grammy Awards werden jährlich von der Recording Academy in den Vereinigten Staaten verliehen. Antonoff hat elf Grammys von 29 Nominierungen erhalten.
| Jahr | Nominierter/Werk                                    | Auszeichnung                                     | Ergebnis  |
| ---- | --------------------------------------------------- | ------------------------------------------------ | --------- |
| 2013 | Fun                                                 | Bester neuer Künstler                            | Gewonnen  |
| 2013 | We Are Young                                        | Aufnahme des Jahres                              | Nominiert |
| 2013 | We Are Young                                        | Song des Jahres                                  | Gewonnen  |
| 2013 | We Are Young                                        | Beste Popdarbietung eines Duos oder einer Gruppe | Nominiert |
| 2013 | Some Nights                                         | Beste Pop-Gesangsalbum                           | Nominiert |
| 2013 | Some Nights                                         | Album des Jahres                                 | Nominiert |
| 2016 | 1989                                                | Album des Jahres                                 | Gewonnen  |
| 2018 | Melodrama                                           | Album des Jahres                                 | Nominiert |
| 2018 | I Don’t Wanna Live Forever                          | Bester Song, geschrieben für visuelle Medien     | Nominiert |
| 2019 | Masseduction                                        | Bestes Alternative-Album                         | Nominiert |
| 2019 | Masseduction                                        | Bester Rocksong                                  | Gewonnen  |
| 2020 | Norman Fucking Rockwell!                            | Album des Jahres                                 | Nominiert |
| 2020 | Norman Fucking Rockwell!                            | Song des Jahres                                  | Nominiert |
| 2020 | Jack Antonoff                                       | Produzent des Jahres, nicht-klassische Musik     | Nominiert |
| 2021 | Folklore                                            | Album des Jahres                                 | Gewonnen  |
| 2021 | Jack Antonoff                                       | Produzent des Jahres, nicht-klassische Musik     | Nominiert |
| 2022 | Evermore                                            | Album des Jahres                                 | Nominiert |
| 2022 | Jack Antonoff                                       | Produzent des Jahres, nicht-klassische Musik     | Gewonnen  |
| 2022 | Daddy’s Home                                        | Bestes Alternative-Album                         | Gewonnen  |
| 2023 | Jack Antonoff                                       | Produzent des Jahres, nicht-klassische Musik     | Gewonnen  |
| 2024 | Midnights                                           | Album des Jahres                                 | Gewonnen  |
| 2024 | Did You Know That There’s a Tunnel Under Ocean Blvd | Album des Jahres                                 | Nominiert |
| 2024 | Anti-Hero                                           | Aufnahme des Jahres                              | Nominiert |
| 2024 | A&W                                                 | Aufnahme des Jahres                              | Nominiert |
| 2024 | Jack Antonoff                                       | Produzent des Jahres, nicht-klassische Musik     | Gewonnen  |
| 2025 | Please Please Please                                | Song des Jahres                                  | Nominiert |
| 2025 | Fortnight                                           | Song des Jahres                                  | Nominiert |
| 2025 | Fortnight                                           | Aufnahme des Jahres                              | Nominiert |
| 2025 | The Tortured Poets Department                       | Album des Jahres                                 | Nominiert |
| 2025 | Short n’ Sweet                                      | Album des Jahres                                 | Nominiert |
| 2025 | Short n’ Sweet                                      | Bestabgemischtes nicht-klassisches Album         | Nominiert |

### Satellite Awards
Die Satellite Awards sind jährliche Auszeichnungen, die von der International Press Academy vergeben werden und in Fachzeitschriften und Blogs der Unterhaltungsindustrie häufig erwähnt werden. Antonoff wurde zweimal nominiert.
| Jahr | Nominierter/Werk           | Auszeichnung    | Ergebnis  |
| ---- | -------------------------- | --------------- | --------- |
| 2018 | I Don’t Wanna Live Forever | Bester Filmsong | Nominiert |
| 2019 | Strawberries & Cigarettes  | Bester Filmsong | Nominiert |

### Weitere
- 2024: Variety’s Hitmakers Producer of the Decade[90]

## Diskografie
Outline
- 2000: Outline
- 2000: 6 Song Demo
- 2001: A Boy Can Dream

Steel Train
- 2003: For You My Dear
- 2005: Twilight Tales from the Prairies of the Sun
- 2007: Trampoline
- 2009: Steel Train Is Here
- 2010: Steel Train

fun.
- 2009: Aim and Ignite
- 2012: Some Nights

Bleachers
- 2014: Strange Desire
- 2017: Gone Now
- 2021: Take the Sadness Out of Saturday Night
- 2024: Bleachers

Red Hearse
- 2019: Red Hearse

Soundtracks
- 2013: One Chance
- 2017: Fifty Shades of Grey – Gefährliche Liebe (2017)
- 2018: Love, Simon
- 2022: Minions – Auf der Suche nach dem Mini-Boss
- 2024: The New Look

Als Produzent
- Bartees Strange
  - 2025: Horror
- Carly Rae Jepsen
  - 2019: Dedicated
- The Chicks
  - 2020: Gaslighter
- Clairo
  - 2021: Sling
- Florence + the Machine
  - 2022: Dance Fever
- Gracie Abrams
  - 2024: The Secret of Us
- Kendrick Lamar
  - 2024: GNX
- Kevin Abstract
  - 2019: Arizona Baby
- Lana Del Rey
  - 2019: Norman Fucking Rockwell!
  - 2020: Violet Bent Backwards over the Grass
  - 2021: Chemtrails over the Country Club
  - 2023: Did You Know That There’s a Tunnel Under Ocean Blvd
- Lorde
  - 2017: Melodrama
  - 2021: Solar Power
- St. Vincent
  - 2017: Masseduction
  - 2021: Daddy’s Home
- Sabrina Carpenter
  - 2024: Short n’ Sweet
- Taylor Swift
  - 2014: 1989
  - 2017: Reputation
  - 2019: Lover
  - 2020: Folklore
  - 2020: Evermore
  - 2021: Fearless (Taylor′s Version)
  - 2021: Red (Taylor′s Version)
  - 2022: Midnights
  - 2023: Speak Now (Taylor’s Version)
  - 2023: 1989 (Taylor’s Version)
  - 2024: The Tortured Poets Department
- The 1975
  - 2022: Being Funny in a Foreign Language